# Bezirksgericht Frankfurt (Oder)
Das Bezirksgericht Frankfurt (Oder) war ein Bezirksgericht der DDR mit Sitz in Frankfurt (Oder).

## Geschichte
In der DDR wurden 1952 die Landgerichte abgeschafft und durch Bezirksgerichte ersetzt. Entsprechend wurde das Landgericht Frankfurt (Oder) aufgehoben. Für den Bezirk Frankfurt (Oder) entstand das Bezirksgericht Frankfurt (Oder). In den 1950er Jahren galt die Spruchpraxis in politischen Prozessen am Bezirksgericht Frankfurt (Oder) als besonders hart. Verantwortlich hierfür war Walter Ziegler, der 1958 an das Gericht versetzt worden war. Nach dem Zusammenbruch der DDR wurden mit dem Gesetz über die Neugliederung der Kreisgerichtsbezirke im Land Brandenburg (Brandenburgisches Kreisgerichtsbezirksgesetz – BbgKrGBG) vom 8. Dezember 1992 die Gerichtsbezirke mit Wirkung vom 1. Januar 1993 neu gegliedert. Das Bezirksgericht Frankfurt (Oder) war danach für die Kreisgerichte Bad Freienwalde, Bernau, Eberswalde, Eisenhüttenstadt, Frankfurt (Oder), Fürstenwalde, Schwedt und Strausberg zuständig. Die anderen Kreisgerichte wurden aufgehoben. Das Brandenburgische Gerichtsneuordnungsgesetz (BbgGerNeuOG), verkündet als Artikel 1 des Gesetzes zur Neuordnung der ordentlichen Gerichtsbarkeit und zur Ausführung des Gerichtsverfassungsgesetzes im Land Brandenburg vom 14. Juni 1993, verfügte zum 1. Dezember 1993 die Fortführung der bestehenden Kreisgerichte als Amtsgerichte, die Fortführung der Bezirksgerichte in Cottbus, Frankfurt (Oder) und Potsdam als Landgerichte und die Errichtung eines weiteren Landgerichts in Neuruppin. Damit ging das Landgericht Frankfurt (Oder) 1993 aus dem Bezirksgericht Frankfurt (Oder) neu hervor.

## Bekannte Urteile
- Urteil gegen Michael Gartenschläger

Für weitere Urteile siehe die Liste von in der DDR hingerichteten Personen

## Richter
- Walter Ziegler (Richter)